# ZyCoV-D
Le ZyCoV-D est un vaccin contre la Covid-19 à base de plasmide d'ADN développé par la société pharmaceutique indienne Cadila Healthcare, avec le soutien du Biotechnology Industry Research Assistance Council. Il est approuvé le 20 août 2021 en Inde.

## Efficacité
Le 1er juillet 2021, Cadila Healthcare met en avant une efficacité de 66,6 % contre la Covid-19 symptomatique et de 100 % contre les symptômes modérés ou sévères lors de l'analyse intermédiaire des données d'essai de phase 3.

## Pharmacologie
Le vaccin contient un vecteur plasmidique d'ADN qui porte le gène codant la protéine Spike du SARS-CoV-2. Comme avec les autres vaccins à ADN, les cellules du receveur produisent alors la protéine Spike, provoquant une réponse immunitaire protectrice.

## Fabrication
Le 23 avril 2021, la production du vaccin ZyCoV-D démarre, avec une capacité annuelle de 240 millions de doses.

## Essais cliniques

### Essais précliniques
En février 2020, Cadila Healthcare décide de développer un vaccin contre la COVID-19 à base de plasmide d'ADN dans son Vaccine Technology Center (VTC) à Ahmedabad. Le candidat vaccin passe avec succès les essais précliniques sur des animaux. Un rapport de l'étude est mis à disposition via BioRxiv et publié plus tard dans la revue Vaccine,. Par la suite, les essais humains pour les phases I et II sont approuvés par le régulateur[Qui ?].

### Essais de phase I et II
Les essais de phaseI du candidat vaccin commencent le 15 juillet 2020 en Inde et se poursuivent jusqu'en octobre 2020. Il est testé sur 48 personnes de 18 à 55 ans, en bonne santé, 28 jours séparant chacune des trois doses. L'essai révèle que le vaccin est « sûr, bien toléré et immunogène ».
Cadila Healthcare commence les essais de phase II du vaccin à partir du 6 août 2020 avec plus de 1 000 volontaires en utilisant la méthode adaptative multicentrique de phase I/II, à dose croissante, randomisée, en double aveugle, contrôlée par placebo,,. La société indique que les essais de phase II se sont terminés en novembre 2020,.

### Essais de phase III
En novembre 2020, la société annonce vouloir tester le vaccin sur environ 30 000 patients dans le cadre d'essais de phase III. En janvier 2021, l'agence du médicament indienne accorde l'autorisation de mener les essais cliniques de phase III sur 28 216 participants indiens âgés de 12 à 99 ans parmi lesquels 1 000 mineurs. Les résultats intermédiaires des essais de phase III sont obtenus en juillet 2021.